# Partito Democratico Indipendente Serbo
Il Partito Democratico Indipendente Serbo (in croato: Samostalna demokratska srpska stranka o SDSS, in cirillico serbo: Самостална демократска српска странка, СДСС) è un partito politico socialdemocratico dei serbi croati.

## Storia

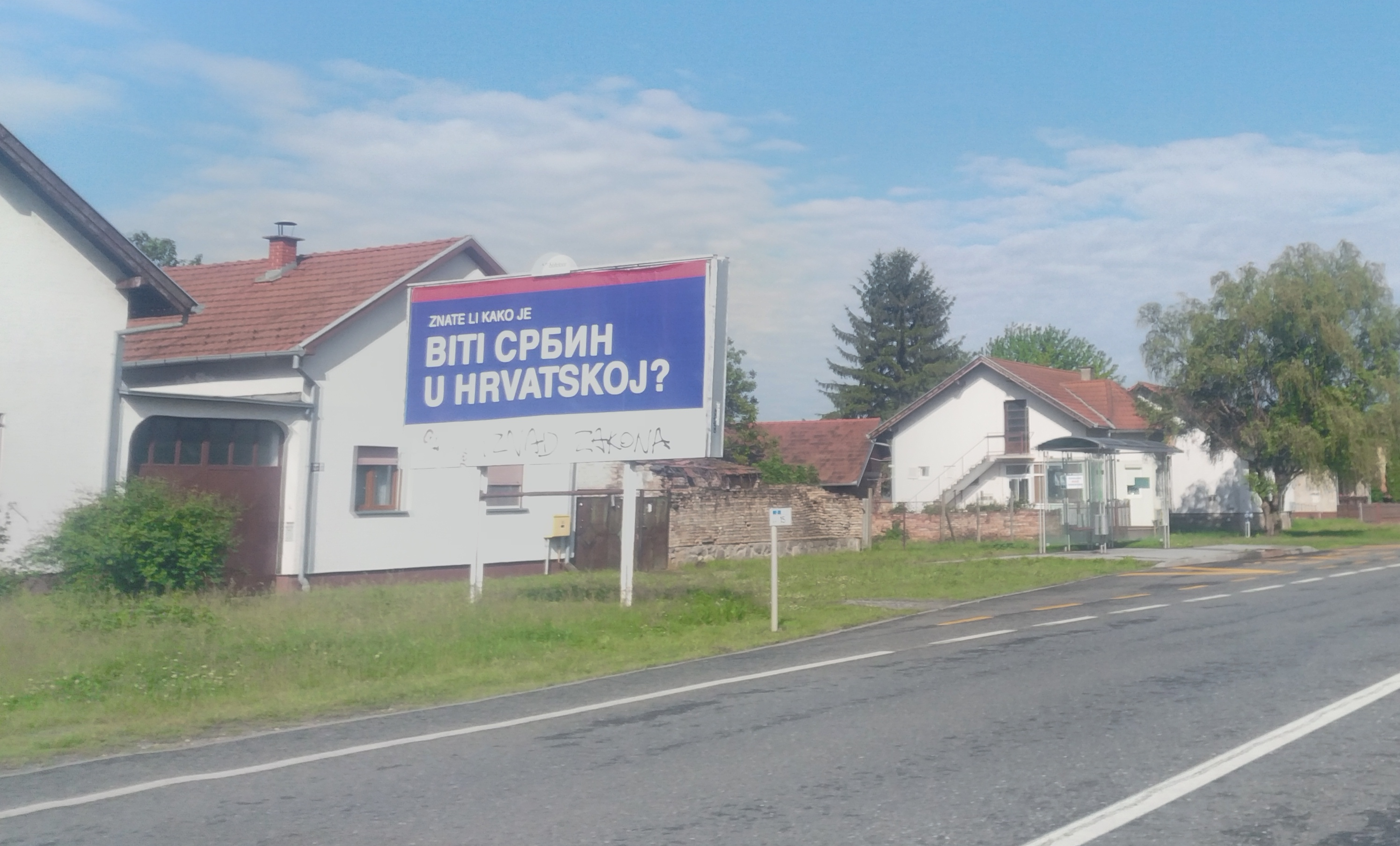

Il partito è stato fondato nel 1997 sotto la guida di Vojislav Stanimirović. Nelle elezioni parlamentari croate nel 2003, batté il suo principale rivale, il Partito Popolare Serbo (SNS), prendendo tutti e tre i posti riservati ai rappresentanti serbi nel Parlamento croato.
Dopo le elezioni, il Partito Democratico Indipendente Serbo ha raggiunto un accordo con l'Unione Democratica Croata guidata da Ivo Sanader, nel quale hanno concordato di adempiere a diverse richieste del SDSS come il ritorno dei rifugiati, il rafforzamento dell'uguaglianza nazionale, la riforma giudiziaria e la cooperazione con i paesi vicini. Nelle elezioni parlamentari croate, nel 2007, hanno mantenuto i loro tre seggi in Parlamento. Nel terzo governo di Ivo Sanader, il loro membro Slobodan Uzelac ha ricoperto la carica di vicepresidente del governo. Nelle elezioni parlamentari croate, nel 2011, hanno nuovamente ottenuto tre seggi in Parlamento nella lista elettorale delle minoranze serbe.

## Risultati elettorali
| Anno | % di voto popolare | Posti totali vinti | Distretto XII | Distretto XII (Seggi serbi) | Governo              |
| ---- | ------------------ | ------------------ | ------------- | --------------------------- | -------------------- |
| 2003 | 1.99%              | 3 / 151            | 3 / 8         | 3 / 3                       | Sostegno governativo |
| 2007 | 2.0%               | 3 / 151            | 3 / 8         | 3 / 3                       | Governo              |
| 2011 | 2.0%               | 3 / 151            | 3 / 8         | 3 / 3                       | Sostegno governativo |
| 2015 | 2.0%               | 3 / 151            | 3 / 8         | 3 / 3                       | Opposizione          |
| 2016 | 2.0%               | 3 / 151            | 3 / 8         | 3 / 3                       | Sostegno governativo |